# Sergent Keroro
Pour les articles homonymes, voir Keroro.
Cet article concerne le manga. Pour série d'animation, voir Keroro, mission Titar.
 (décembre 2013).
Si vous disposez d'ouvrages ou d'articles de référence ou si vous connaissez des sites web de qualité traitant du thème abordé ici, merci de compléter l'article en donnant les références utiles à sa vérifiabilité et en les liant à la section « Notes et références ».
Autre
Sergent Keroro (ケロロ軍曹, Keroro Gunsō) est un manga humoristique écrit et dessiné par Mine Yoshizaki (en). Il est prépublié depuis avril 1999 dans le magazine Monthly Shōnen Ace de l'éditeur Kadokawa Shoten et a été compilé en 34 volumes en août 2024. La version française est publiée par Kana depuis mai 2007 et 33 tomes sont sortis en août 2024. À l'origine écrit par Mine Yoshizaki dans un but humoristique, le manga fut tout de suite un succès auprès des collégiens, lycéens et amateurs de mangas. Ensuite, sa popularité s'est étendue quand l'anime, appelé Keroro, mission Titar (à partir de l'épisode 14, le titre est renommé Keroro), a commencé à être diffusé sur TV Tokyo en 2004.
En 2005, le manga est récompensé par le prix Shōgakukan dans la catégorie enfant, à égalité avec Grandpa Danger de Kazutoshi Soyama.
L'humour du manga est produit par l'usage de jeux de mots (en particulier de calembours et d'homophones), de mimiques, de comique de situation. De plus, des références et des parodies sont constamment faites à la culture populaire (en particulier des mangas et séries de Gundam), rendant l'humour difficile à apprécier pour les plus jeunes. On y retrouve par exemple des références à la série Evangelion mais celles-ci restent très implicites car Bandai ne dispose pas des droits de celle-ci. Le manga a donc seulement recréé les sensations propres aux scènes connues de ces séries. Les références aux mangas de Gundam sont elles beaucoup plus explicites, parce que Bandai dispose des droits.

## Synopsis
Le Sergent Keroro est le chef d'une section de force spéciale de cinq aliens (ressemblant à des grenouilles) et provenant de la 58e planète du système nuageux et pluvieux Gamma. Cette équipe a pour mission ultra-secrète d'infiltrer la planète Terre et de ramener avec elle des informations afin de l'envahir. Rapidement, le caractère loufoque de chaque personnage fait échouer la mission et l'équipe est démasquée par les humains, démantelée et capturée. Le sergent Keroro est capturé par une famille terrienne qui le considère dès lors comme son animal domestique, ce qui contrarie fortement ses plans... Ayant tous été capturés par des personnes différentes, ils tenteront ensuite de se retrouver et, quoique toujours maladroitement, d'accomplir leur mission.
La série (autant le manga que l'anime) met l'accent sur l'auto-destruction dont fait preuve cette armée d'envahisseurs, hauts comme trois pommes et qui plus est en forme de grenouille, dans ses tentatives de conquérir et de vendre de la marchandise futile aux citoyens japonais. Son chef, le Sergent Keroro, est facilement distrait et préfère passer son temps à créer des figurines Gundam en plastique et à surfer sur internet plutôt que de détruire la Terre, au grand dam du belliqueux Caporal Giroro. En plus de la paresse légendaire de Keroro, ce qui entrave le plus le succès de la mission est la famille Hinata, un trio d'humains qui, bien qu'inoffensif, fait constamment des demandes ridicules à Keroro et se joue de lui (en particulier leur fille Natsumi).

## Personnages
Certains noms sont suivis d'un nombre, c'est quand un nom a la même prononciation que la suite de chiffres. Kana a repris les noms japonais (à l'exception de Keroro, Giroro, Dororo, Tamama, et Kururu qui sont nommés par leur vrai nom dans l'anime).

### Section Keroro

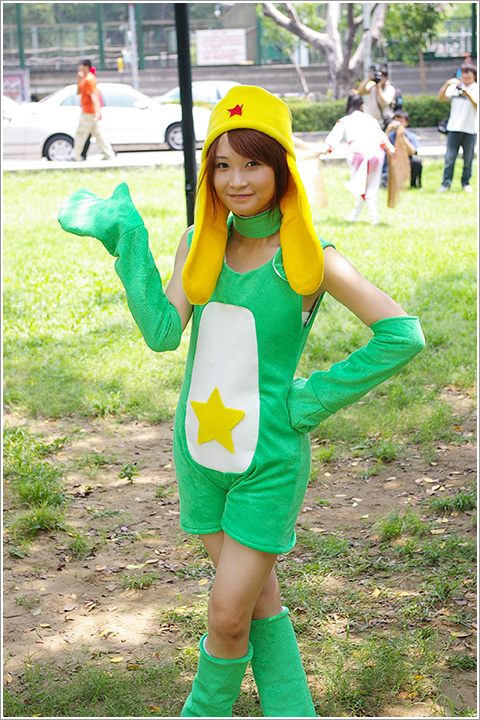
Cosplay du sergent Keroro.

- Sergent Keroro (Keroro Gunso, K66) : C'est le personnage principal de la série et son anti-héros. Sa couleur est le vert. Bien qu'il soit sergent de la mission titarienne, il passe le plus clair de son temps à assembler des figurines Gundam alors qu'il avait été envoyé avec son peloton pour conquérir la Terre et mettre sa tête sur tous les produits terriens. Paresseux et très distrait, il laisse ses subordonnées faire tout le travail et se creuse peu la tête pour envahir la « vermine » terrestre ou Pokopen** dont ses habitants (les terriens) sont appelés les pokopens. Jamais pourtant il n'abandonne le projet d'invasion enchaînant les plans extravagants.Il se transforme en dragon dans le film 4(dans l'anime). Il glisse sur une peau de banane, mais il le fait rarement. Après l'arrivée du peloton sur Terre, Keroro sera adopté par la famille Monaté ou Hinata (dans le manga) et deviendra leur animal domestique. Il fait le ménage, la lessive et la vaisselle. Il est le meilleur ami d'Artus (Fuyuki**), mais n'est pas vraiment apprécié par la fille aînée, April (Natsumi**). Il est surnommé par cette dernière « stupide grenouille » ou « grenandouille ».

- Tamama (soldat de 2e classe, TMM) : Le soldat Tamama sert le sergent Keroro, sans poser de questions. Sa couleur est le bleu foncé (noir dans le manga). Il adore son sergent ce qui le rend très possessif. Tamama hait Donaré (Angol Mois**), car il est jaloux de sa complicité avec le sergent Keroro. En temps normal, Tamama est un être gentil et affectueux, mais sensible au point de se transformer en un guerrier presque invincible sur un petit rien (exemple : une mouche qui passe par là). Dans l'anime, Tamama apprécie beaucoup le sergent mais dans le manga, il est amoureux du sergent Keroro (il le révélera quand l'unité Titar sera ivre pendant le nouvel an) d'où sa jalousie pour Angol. Tamama est le plus jeune de l'escouade car il porte encore sa queue de têtard et une figure blanche. À l'arrivée sur Terre, Tamama a été adopté par une fille extrêmement riche : Garance Bellair (Momoka Nishizawa**). Il porte l'attaque : Tamama Impact. Son dédoublement de personnalité (ou sa transformation en guerrier) porte un nom, dans un épisode où on voit Tamama se transformer, il dit s'appeler Tamama Sombre.

- Caporal Giroro (G66) : Le caporal Giroro est un spécialiste des armes. Sa couleur est magenta. Il a toujours son arme sur lui en cas de besoin et il prend grand soin de son arsenal (on le voit souvent nettoyer ses flingues). Il a lui aussi été adopté par la famille Monaté et il est amoureux d'April Monaté (Natsumi Hinata**). Il vit dans une tente plantée dans le jardin. Malgré ses airs de soldat pur et dur, il est au fond très tendre : il a « adopté » un chaton et veille sur April qu'il cherche à défendre contre n'importe quelle menace, aussi minime soit-elle. Il est le seul de la troupe à ne pas avoir de signe évident sur le ventre, une ceinture la remplaçant. Pourtant, enfant, il en avait une. Il porte une cicatrice à l’œil gauche qu'il doit apparemment à Keroro. Il passe d’ailleurs son temps à crier sur son sergent, voire à le frapper pour qu'il élabore enfin un plan d'invasion potable. À noter que ses armes sont des répliques miniatures de celles des robots Gundam. Giroro est le petit frère de Garuru, qui lui est lieutenant. Enfant, il l'idolâtrait. Mais en grandissant, pour une raison inconnue, ils se sont opposés (Giroro parle parfois d'une bataille non terminée avec lui et Garuru dit que son petit frère l'a gagnée depuis longtemps). Étrangement, il a une sainte horreur des concombres de mer.

- Adjudant Kururu(966, Kululu) : L'adjudant Kururu est un grand spécialiste en informatique et il a été adopté par Mael (Saburo Mutsumi*(623)). Sa couleur est le jaune. Il est assez excentrique et n'arrête pas de montrer ses inventions au reste de l'escouade, voire de les tester sur eux. Il est aussi un peu pervers sur les bords et ne se prive pas d'admirer les charmes des jolies terriennes. Mais son point faible est Donaré, cette dernière étant dotée d'un cœur pur, il perd tous ses moyens en sa présence. C'est également le plus gradé de l'escouade. Il adore le curry a un tel point qu'une chute dans une marmite pleine de ce plat lui a donné sa teinte jaune quand il était petit. Il porte toujours une paire d'écouteurs. Il a la particularité de rire en émettant le son "kikiki".

- Caporal chef Dororo (anciennement appelé Zeroro) (ドロロ兵長) : Le caporal chef Dororo a été adopté par Énéa Azuma (Koyuki Azumaya**), une jeune fille ninja. Sa couleur est le bleu-ciel. Il a renoncé à conquérir la terre et a quitté l'escouade titarienne (ou Keronnienne) pour défendre la planète mais a fini par revenir au QG. C'est un ninja hors pair mais, à cause de cela, il a souvent tendance à être oublié par le reste de l'escouade ce qui le fait pleurer à chaque fois. Quel que soit le lieu ou l'époque, il a toujours la bouche masquée. Il termine ses phrases par « gozaru » ce qui lui donne un style ténébreux. Enfant, il était l'ami de Keroro et de Giroro qui lui ont apparemment fait subir des épreuves traumatisantes (surtout Keroro). Depuis, il a tendance à déprimer seul dans son coin.

- Pururu : C'est l'infirmière de l'escouade Keroro. Elle se promène presque toujours avec une seringue qui lui sert aussi bien à soigner qu'à attaquer. Pururu peut prendre une apparence humaine semblable à celle des vrais pokopons. Enfant, Pururu était amie avec Keroro, Giroro et Dororo. Pururu est de loin la plus mature et responsable de l'escouade. Pendant son séjour sur terre, elle vit avec Chiruyo Tsukigami, une membre du club de l'occulte avec laquelle elle a sympathisé. Plus tard dans la série, on apprend qu'elle a rejoint l'escouade de Garuru. Curieusement, malgré le fait qu'elle ait le même âge que Keroro et les autres, elle a gardé une face blanche et une queue de têtard, mais malgré ça elle ne supporte pas qu'on la vieillisse à tort.

### Famille Hinata/Monaté
- Fuyuki Hinata/Artus Monaté : Fuyuki/Artus est un garçon vertueux mais pas très sportif. Il a 14 ans. D'ailleurs, il ne sait pas nager. Il est le meilleur ami de Keroro et est toujours à son écoute. Fuyuki/Artus adore le surnaturel, le paranormal, l'occulte et tout ce qui s'en rapproche. Il n'est pas excellent à l'école car il n'aime pas étudier mais face à des sujets qui l'intéressent, il peut résoudre n'importe quel mystère.

Il a une personnalité effrayante lorsqu'il est en colère.
- Natsumi Hinata/April Monaté (723) : Natsumi est très sportive. Elle n'aime pas du tout le sergent Keroro qu'elle tend à traiter comme un esclave. Elle l'appelle « stupide grenouille ». Cependant, au fil du temps, elle fait parfois preuve de sympathie, voire de la compassion envers lui. Son point faible est les limaces. Elle a 13 ans. Elle a une attirance pour Mutsumi/Mael, même s'il ne lui ressemble pas du tout. On ignore si elle a conscience de l'amour que lui porte Giroro, même si leurs relations sont plutôt stables et paisibles. Son sens de la répartie et son caractère soupe au lait lui permettent de facilement s'imposer et s'intégrer.

- Aki Hinata/Anna Monaté : Aki déteste les animaux, sauf Keroro, dont elle s'est prise d'affection. Elle est rédactrice en chef d'un magazine de mangas. Elle est aussi la mère de Natsumi/April et de Fuyuki/Artus. Elle est extraordinairement belle et puissante (physiquement), et c'est d'elle que Natsumi/April tient sa force.

### Liens avec la famille Hinata/Monaté
- Momoka Nishizawa/Garance Beller (Vent de l'ouest) : Momoka/Garance est immensément riche. Elle a adopté Tamama. Elle est amoureuse de son « cher Fuyuki/Artus » et échafaude divers stratagèmes pour attirer son attention et lui déclarer sa flamme. À ce jour, elle n'y est toujours pas parvenue, bien qu'il semble que leur relation progresse. Elle possède un côté machiavélique qu'elle a un jour libéré à cause d'une machine de Tamama.

- Ura Momoka/Anti-Garance : Ura Momoka/anti-Garance est la version « dark » de Momoka/Garance. Dans le manga, elle apparait clairement dans le chapitre 27 - « Naissance explosive ! L'autre face de Momoka !! » et 28 - « Naissance de l'équipe d'invasion de la Terre ! », où elle se sépare de Momoka à la suite d'une entrée dans la machine gravitationnelle de Tamama. Finalement, Ura-Momoka retournera dans le corps de Momoka, mais n'hésitera pas par la suite à faire quelques apparitions, sous la forme de la conscience mauvaise de Momoka.

- Mutsumi Hōjō**/Mael (Saburo Mutsumi**, 326 623 ou Vent du Nord) : Mustumi/Mael est lui aussi un passionné de maquette de Gundam (comme Keroro). Il sèche souvent les cours. Malheureusement pour Natsumi/April, qui est amoureuse de lui, il éprouve juste de la sympathie pour celle-ci. D'abord star urbaine grâce à ses dessins, ses haikus et son charisme, il devient une célébrité de la radio, ceci grâce à l'intervention financière de Momoka/Garance à qui il avait dit : « Eh, vous formez un beau couple (Momoka et Fuyuki)tous les deux ! ».

- Koyuki Azumaya**/Énéa Azuma (Vent de l'Est) : Koyuki/Énéa pratique les anciens arts martiaux asiatiques. Elle apprécie beaucoup Natsumi/April. C'est une fille sérieuse et attachante. Contrairement à l'anime, qui a été légèrement modifié, Koyuki est amoureuse de Natsumi comme Tamama avec Keroro, alors que dans l'anime, elle lui voue juste une très forte amitié. Elle ira même jusqu'à utiliser des « philtres d'amour façon technique ninja » pour obtenir l'amour de sa « Natsumi adorée ! ».Elle a 13 ans comme Natsumi.

- Alisa Southerncross***(Vent du Sud) : Apparue dans le tome 12, Alisa enlève Fuyuki/Artus car elle est amoureuse de lui, ce qui énerve Momoka/Garance. Jeune fille au regard sombre, excentrique, Alisa est sans doute une extraterrestre et s'est attachée à un extraterrestre informe, qu'elle appelle « Daddy », qui peut lui servir d'ailes - entre autres. On apprendra par la suite qu'elle souhaite juste devenir humaine.

### Autres
- Angol Mois/Donaré : Appartenant à une famille alliée à celle de Keroro, elle envisageait détruire la Terre grâce à sa puissance. Keroro l'y encouragea avant de s'apercevoir que si elle la détruisait, il n'aurait plus de maquette Gundam (vu que cela détruirait l'usine ou sont produites les maquettes). Bien qu'elle soit âgée selon les normes terriennes, elle a l'apparence et la mentalité d'une enfant. Secrètement amoureuse de Keroro, elle répond à ses ordres sans se poser de questions, à l'exemple de Tamama qui la jalouse profondément car une profonde complicité l'unit, elle et Keroro. Grâce à l'armagedon elle peut détruire des planètes, voler mais aussi juger la graviter d'un acte et la punition méritée. Dans le tome 14 du manga, on apprend qu'elle garde toujours au fond d'elle la personnalité destructrice qu'elle était avant d'arriver sur Pokopen (la planète Terre), et qu'elle doit toujours se contenir, afin de ne pas la laisser échapper. Heureusement, après un séjour chez ses parents, elle sera guérie !
- Viper : Les vipers sont les ennemis héréditaires des kérons. L'escouade Keroro sera d'ailleurs plusieurs fois confronté à l'un d'entre eux. Ce sont des extraterrestres avec un corps humain, une tête de cobra et un canon à la place du bras gauche (bien évidemment en référence à la série animée [[Cobra]]).

- Keroro 2 : Un autre jeune envahisseur keron, arrivé plus tard dans l'histoire, il constitue une unité à lui seul, car grâce à sa kerostar, il peut devenir noir avec les capacités de tamama(t-style), rouge (capacités de giroro ou g-style), et bleu (capacités de dororo ou d-style), il est aussi probable qu'il ait le style de kululu, bien qu'on ne l'ait pas encore vu jusqu'à maintenant. Il est très jeune, car il a encore sa queue, sa couleur est le vert. Il est aussi devenu l'ami d'un autre jeune terrien appelé Tomosu  également membre du club occulte. Il vient souvent rendre visite à l'autre unité Keroro. Natsumi et Mois le trouve très mignon et Fuyuki très drôle.

- Chiruyo Tsukigami : Membre du journal de l'école de Fuyuki. Elle est spécialisée dans la collecte d'informations.

- Paul Moriyama : Il s'agit du domestique de Nishizawa Momoka. Il dirige toutes les opérations dans le palace où ils vivent et est très attaché à sa maîtresse. Il s'agit d'un ancien soldat, qui doit protéger Momoka/Garance car il a perdu un combat contre le directeur de la Nishizawa Corp qui n'est autre que le père de Momoka.

- 556 (Kogoro)/Zedor Kogoro : C'est un soi-disant détective de l'espace (il a raté plusieurs fois l'examen d'entrée à l'académie). Il rit toujours aux éclats, prend des poses de super-héros quand il parle et cherche le plus souvent des petits boulots. Dans son enfance, il a rencontré  le Sergent Keroro et depuis, ils sont restés amis (même si normalement ils devraient être ennemis).

- Laby/Annie : Petite sœur de Kogoro. Elle est la seule à pouvoir comprendre les émotions que son frère affiche (vu qu'il rit toujours de la même manière qu'il soit en colère ou triste). Elle s'excuse à sa place à chaque fois qu'il fait une bêtise du genre faire exploser une porte avec une bombe. Elle est plutôt calme, très réservée et travaille de son mieux pour que son frère et elle puissent vivre sur Pokopen (la planète Terre).

- Petite chatte : Cette petite chatte a été recueillie par Giroro alors qu'elle traînait dans le jardin de la maison Hinata, sans abri apparemment. Depuis, elle s'est profondément attachée au Keron rouge et, de ce fait, est en rivalité avec Natsumi, qu'elle n'aime pas du tout. Dans deux ou trois épisodes, elle se transforme en humaine et dit s'appeler "Neko". Elle est habillée de blanc et porte un béret avec le signe de Giroro.

- Omiyo

- Poyon: Poyon est une jeune fille extra-terrestre faisant partie de la police de l'espace. Elle arrive souvent en descendant du plafond, et fait sa première apparition dans le manga pour arrêter des extra-terrestres se faisant passer pour des présentateurs d'une émission célèbre dans la galaxie.

## Manga

### Fiche technique
- Édition japonaise : Kadokawa Shoten
  - Auteur : Mine Yoshizaki
  - Nombre de volumes sortis : 34[3] (en cours)
  - Date de première publication : novembre 1999[4]
  - Prépublication : Monthly Shōnen Ace, avril 1999
- Édition française : Kana
  - Nombre de volumes sortis : 33 (en cours)
  - Date de première publication : mai 2007[5]
  - Format : 127 mm × 180 mm
  - Nombre de pages par volume : environ 192 pages
- Autres éditions :
  -     Tokyopop
  -   Kadokawa Shoten
  -  Elex Media Komputindo
  -  Star Comics
  -  Norma Editorial
  -  Carlsen Comics
  -  Siam Inter Comics